# Студниська-Гурне
Студниська-Гурне (пол. Studniska Górne) — село в Польщі, у гміні Сулікув Згожелецького повіту Нижньосілезького воєводства.
Населення — 361 особа (2011).
У 1975-1998 роках село належало до Єленьогурського воєводства.

## Демографія
Демографічна структура станом на 31 березня 2011 року:
|          | Загалом | Допрацездатний вік | Працездатний вік | Постпрацездатний вік |
| -------- | ------- | ------------------ | ---------------- | -------------------- |
| Чоловіки | 171     | 42                 | 119              | 10                   |
| Жінки    | 190     | 36                 | 121              | 33                   |
| Разом    | 361     | 78                 | 240              | 43                   |